# Latodrepanus schimperi
Latodrepanus schimperi är en skalbaggsart som beskrevs av Emile Janssens 1953. Latodrepanus schimperi ingår i släktet Latodrepanus och familjen bladhorningar. Inga underarter finns listade i Catalogue of Life.